# Ratatosk

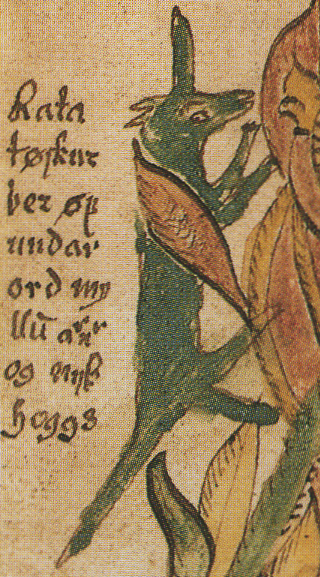

Ratatosk (fornnordiska ratatǫskr som anses betyda borrtand) är i nordisk mytologi en ekorre som kilar upp och ner längs världsträdet Yggdrasils stam. Han vidarebefordrar hårda ord mellan ovännerna draken Nidhögg vid trädets rot och örnen Hräsvelg i trädets topp.
Ratatosk omnämns i eddadikten Grímnismál, varifrån Snorre hämtat sin kunskap om djuret.